# Deng Pufang
Deng Pufang chino simplificado 邓朴方, chino tradicional 鄧樸方; pinyin: Dèng Pǔfāng, (Jinzhong, 16 de abril de 1944) es el hijo mayor del ex vice primer ministro chino Deng Xiaoping. Es conocido principalmente por ser herido por los Guardias Rojos y quedar parapléjico. Desde entonces, ha dedicado su vida a mejorar los derechos de las personas con discapacidad.

## Biografía
Deng Pufang nació de Deng Xiaoping y Zhuo Lin, su tercera esposa, en Zuoquan, Jinzhong, Shanxi. Se le considera miembro del Partido del Príncipe Heredero.

## Paraplejia
Durante la Revolución Cultural, Deng Xiaoping y su familia fueron blanco de Mao Zedong. Deng Xiaoping fue tildado de ser Compañero de ruta capitalista, lo que incluía a su familia, mujer e hijos. En una sesión, lo obligaron a arrodillarse en el suelo con el brazo estirado detrás de él y sobre su cabeza, los compañeros estudiantes de Deng Pufang en la Universidad de Pekín lo obligaron a confesar sus formas de pensar capitalistas.
Los Guardias Rojos de Mao luego encarcelaron a Deng Pufang. Fue torturado y arrojado por la ventana de un edificio de tres pisos en la Universidad de Pekín en 1968, pero algunas fuentes afirmaron que él mismo pudo haberse caído o saltado por la ventana, ante la presión acumulada en los muchos interrogatorios sobre su padre, Deng Xiaoping. Con la espalda rota, lo llevaron de urgencia al hospital, pero se le negó la admisión. Cuando llegó a otra clínica, estaba paralizado. Sigue parapléjico, en silla de ruedas.
Con respecto a sus puntos de vista sobre la Revolución Cultural, Deng Pufang dijo una vez: "La generación de la Revolución Cultural no es en ningún sentido una generación perdida, como se suele decir. Todo lo contrario. Todos aquellos que pasaron por esa prueba han sido endurecidos. Estas personas piensan mucho y tienen sus propias ideas. Son firmes en sus convicciones y muestran iniciativa. En mi forma de pensar, esta generación representa una carta de triunfo para China y para las reformas que han puesto en marcha".

## Trayectoria
En 1984, Deng Pufang estableció el Fondo de Bienestar de China para los Discapacitados. Luego, fundó y se convirtió en presidente de la Federación de Personas con Discapacidad de China en 1988. En 1987, fue el impulsor principal de una encuesta nacional para personas con discapacidad. En 1990, dirigió la formación de la Asociación China de Rehabilitación e Investigación para Discapacitados Mentales. En 1991, se aprobó la legislación para reconocer el trastorno mental como una discapacidad.
Fue galardonado con el Premio de Derechos Humanos de las Naciones Unidas en diciembre de 2003 por su trabajo en la protección de los derechos de las personas con discapacidad en China.
El Comité Paralímpico Internacional otorgó a Deng la Orden Paralímpica en su reunión de noviembre de 2005 en Beijing. Fue el primer año en que el premio se ofreció a un solo destinatario; en el pasado se otorgaron medallas de oro, plata y bronce.
Deng también ayudó a organizar los Juegos Olímpicos de Beijing 2008 como presidente ejecutivo del Comité Organizador de Beijing.